# Winfried Bönig

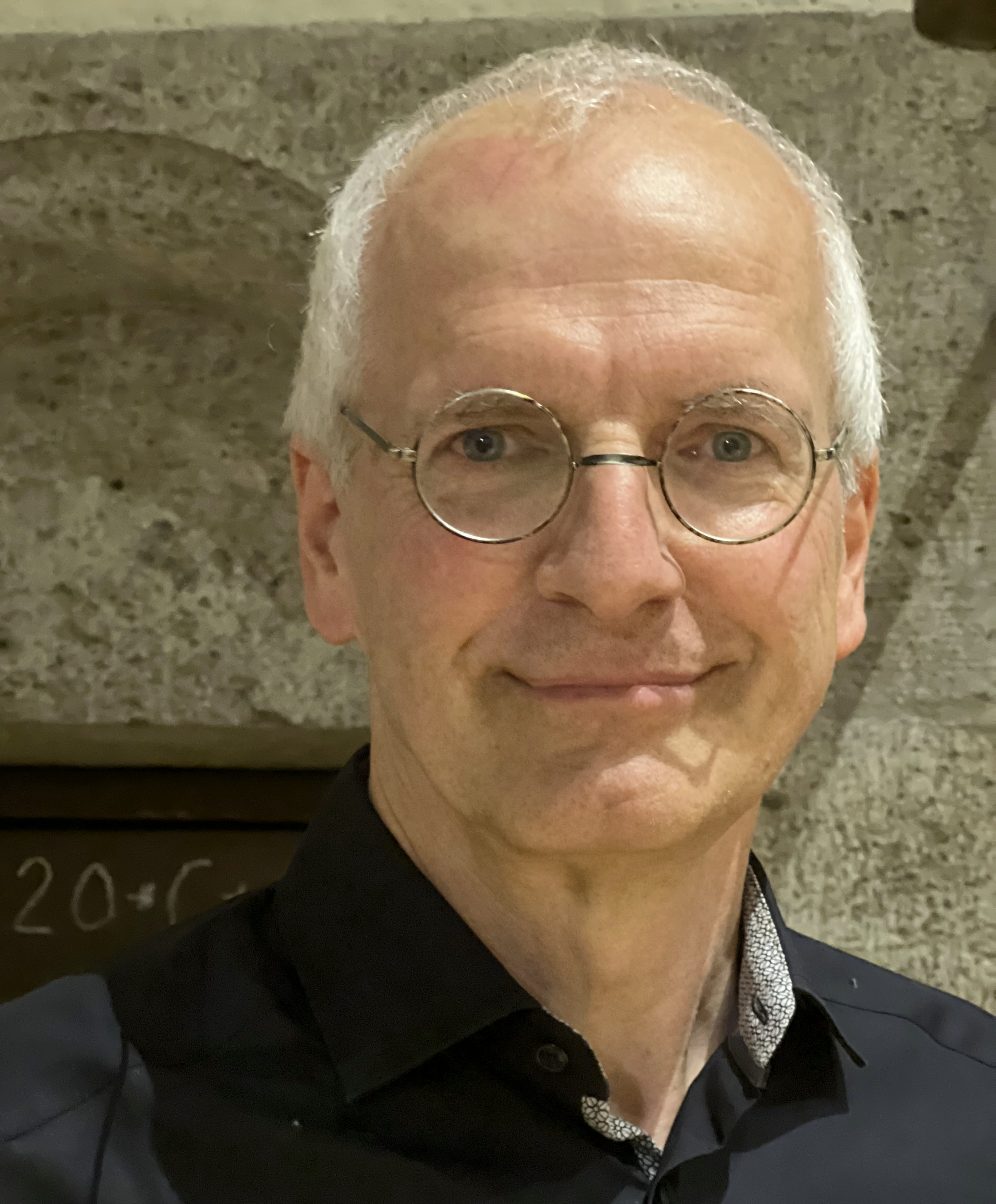
Winfried Bönig, 2023

Winfried Bönig (* 1959 in Bamberg) ist ein deutscher Organist und Hochschullehrer. Er ist Domorganist am Kölner Dom sowie Professor für künstlerisches Orgelspiel und Improvisation und Leiter des Studiengangs Katholische Kirchenmusik an der Hochschule für Musik und Tanz Köln.

## Leben
Winfried Bönig erhielt zunächst Orgelunterricht beim Bamberger Domorganisten Wolfgang Wünsch. Er studierte ab 1978 Orgel bei Franz Lehrndorfer an der Musikhochschule München und legte sein Examen mit Auszeichnung ab. Es folgte ein Abschluss in Dirigieren und ein Meisterklassendiplom für Orgel. 1992 wurde er im Fach Musikwissenschaft an der Universität Augsburg mit der Dissertation Die Kantaten von Johann Caspar Simon: ein Beitrag zur Geschichte der evangelischen Kirchenmusik um 1740 zum Dr. phil. promoviert.
Von 1984 bis 1998 war Bönig Organist und Dirigent an der katholischen Stadtpfarrkirche St. Josef in Memmingen. Dort leitete er Aufführungen der großen Orchestermessen und stellte in Konzertzyklen sämtliche Orgelwerke von Johann Sebastian Bach, Max Reger und Olivier Messiaen dar. 1995 wurde ihm der Kulturpreis der Stadt Memmingen verliehen.
Seit 1998 ist Bönig Professor an der Hochschule für Musik und Tanz Köln, seit 2001 Domorganist am Kölner Dom. Neben der Lehrtätigkeit und den Aufgaben der Domliturgie konzertiert er an den Domorgeln sowie im In- und Ausland. Zu den bekanntesten und bestbesuchten Orgelkonzertreihen weltweit gehören die zwölf sommerlichen Orgelfeierstunden im Dom, von denen drei von Bönig selbst, die übrigen von Gastorganisten durchgeführt werden.
Mehrere zeitgenössische Komponisten widmeten Bönig eigene Kompositionen, die von ihm uraufgeführt wurden, so Enjott Schneider, Jean Guillou, Stephen Tharp, Robert HP Platz, Johannes Schild und Colin Mawby.
Unter Bönigs inzwischen zahlreichen CD-Einspielungen als Organist und Dirigent fanden diejenigen an den Kölner Domorgeln sowie eine eigene Orgelbearbeitung der Goldberg-Variationen besondere Beachtung.

## Schriften (Auswahl)
- Die Kantaten von Johann Caspar Simon. Ein Beitrag zur Geschichte der evangelischen Kirchenmusik um 1740 (= Collectanea musicologica. Band 4). Wißner, Augsburg 1993, ISBN 3-928898-16-7 (Zugleich: Augsburg, Universität, Dissertation, 1992).
- mit Annette Kreutziger-Herr (Hrsg.): Die 101 wichtigsten Fragen. Klassische Musik (= Beck’sche Reihe. Nr. 7016). C. H. Beck, München 2009, ISBN 978-3-406-58386-5 (3., durchgesehene Auflage. ebenda 2018, ISBN 978-3-406-72950-8).
- mit Tilmann Claus: Einsteins Violine. Ein musikalisches Sammelsurium. Beck, München 2010, ISBN 978-3-406-60589-5.